# Achse (Maschinenelement)

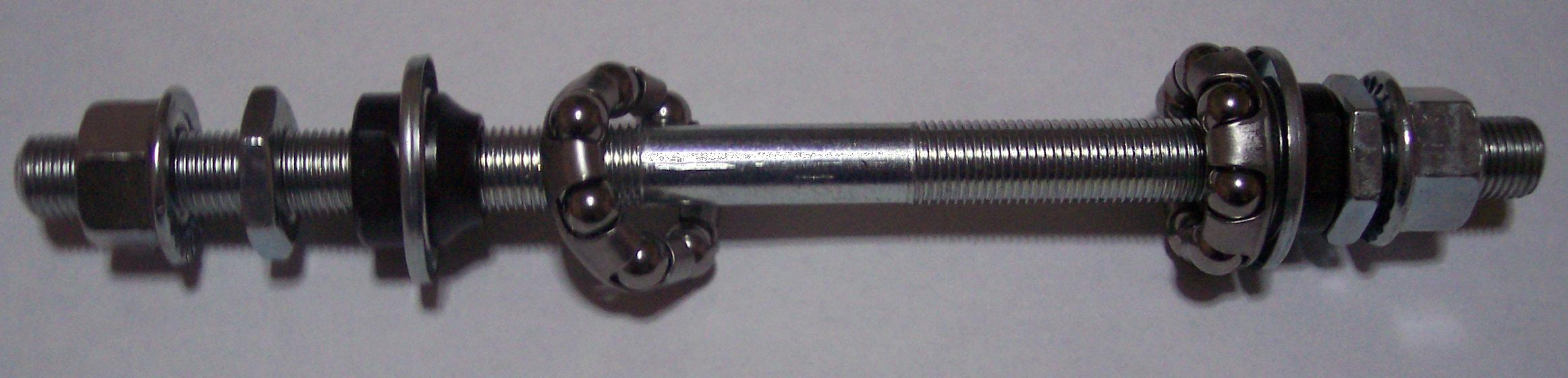
Achse eines Fahrrad-Laufrades mit von innen nach außen:
Kugeln mit Käfig, Lagerkonen (mit Staubkappen), Kontermuttern (gegen Konen) und Muttern zum Klemmen im Ausfallende (feststehende Achse).
Zwischen den beiden Kugellagern läuft im Betrieb die Fahrradnabe.

Eine Achse ist ein längliches Maschinenelement mit meistens kreisförmigen Querschnitten. Sie kann im Maschinengestell fest eingebaut sein und dabei als inneres Drehlager-Teil für meistens mehrere rotierende Räder  dienen (z. B. durchgehende Achse in älteren Handwagen und Kinderwagen). Die Räder können auch auf einer Achse fest montiert sein, wobei die Achse mit ihnen gemeinsam rotiert (z. B. eine Laufradachse). Obwohl dieses längliche rotationssymmetrische Maschinenelement in diesem Falle rotiert, ist es keine Welle, wenn es kein Drehmoment zwischen den auf ihm fix montierten Rädern überträgt. Achsen werden somit lediglich auf Biegung und nicht auch auf Torsion wie Wellen beansprucht.

## Varianten, Bezeichnungen

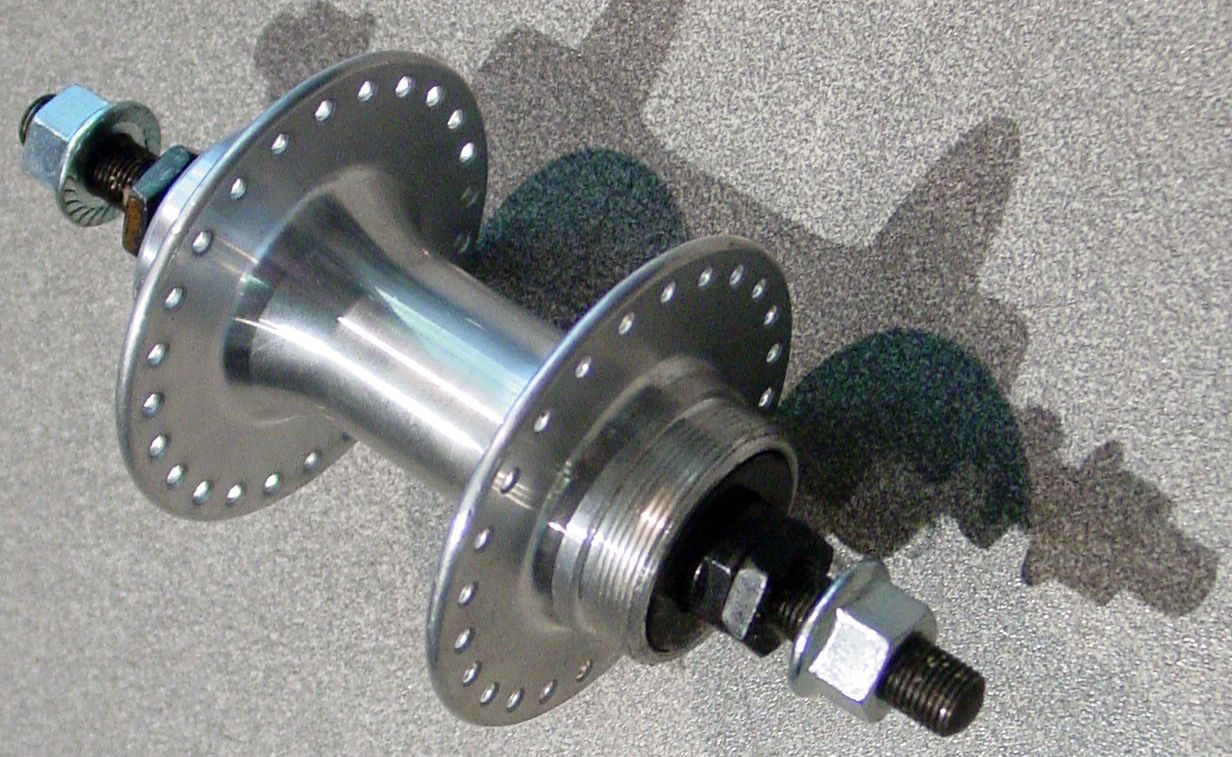
Hintere Fahrradnabe, drehbar gelagert auf einer im Fahrradrahmen feststehenden Achse.

### Feststehende Achse
Feststehende Achsen sind ein- oder beidseitig fest mit dem Maschinengestell verbunden. Sie sind in der Überzahl und werden z. B. in Fahrradachsen verwendet.

### Umlaufende Achse

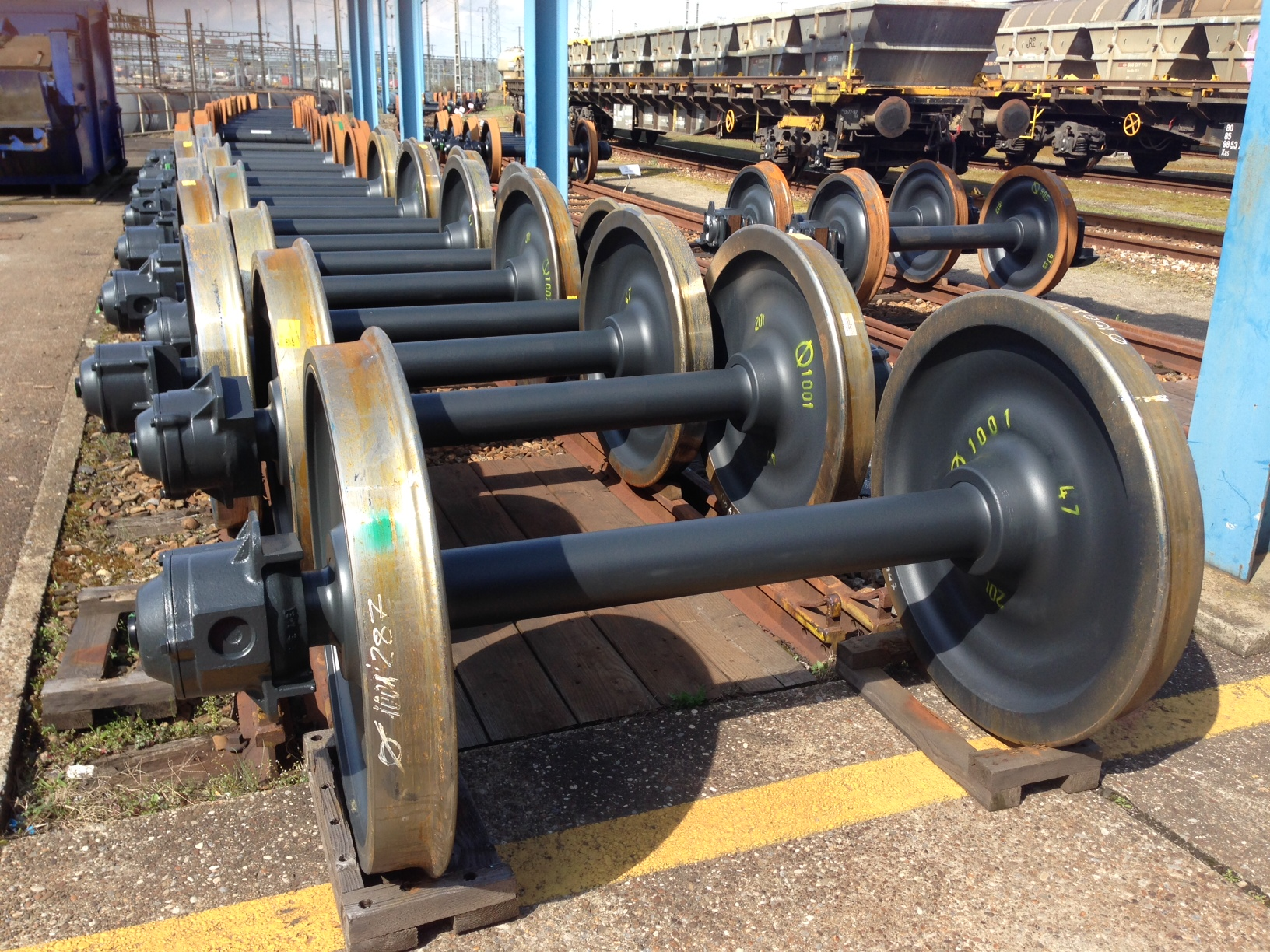
Nicht-angetriebene Güterwagen-Radsätze (Laufradsätze). Für zwei Laufräder werden nur zwei, an den Enden einer umlaufenden Achse montierte Drehlager benötigt.

Umlaufende Achsen sind weniger häufig. Ihr Vorteil ist, dass mit ihnen die Zahl der Drehlager von mehreren parallel mit gleicher Drehzahl drehenden Bauteilen auf zwei verringert wird. Ein Beispiel sind  Laufradsätze bei Eisenbahnen. Bei Verwendung einer kurzen Achse (Achsstummel) für jedes Rad wären vier Drehlager erforderlich.
Bei einem angetriebenen Radsatz (Treibradsatz) wird ein Drehmoment übertragen, weshalb gelegentliche Bezeichnung des auf die Radscheiben übertragenden Bauteils als Achse falsch ist. Gleiches gilt, wenn sich bei einem Laufradsatz die Bremse (vorwiegend Scheibenbremse) zwischen den Laufrädern befindet.

### Achszapfen und Achsstummel
Das im Durchmesser abgesetzte Ende einer Achse wird Achszapfen genannt. Der Absatz dient als axialer Anschlag (Lauffläche) für gleitend gelagerte Räder oder als Montageanschlag für Wälzlager-Innenringe bei Wälzlagerung.
Ein Achsstummel oder Achsstumpf ist ein kurzes Achsstück, z. B. dasjenige, das zur Einzelradaufhängung eines Kraftfahrzeug-Rades dient.

### Voll- und Hohlachsen
Das Material im Innern einer Vollachse wird bei Belastung weniger beansprucht als das Material am Umfang der Achse. Es trägt daher deutlich weniger zur Festigkeit bei und kann weggelassen werden: Hohlachse. Beispielsweise werden Fahrräder mit Hohlachsen ausgestattet, welche nicht nur zur Gewichtseinsparung beitragen, sondern auch zur Aufnahme von Schnellspannern dienen.

## Achszahl zweispuriger Fahrzeuge
Die Achszahl ist ein Unterscheidungsmerkmal zweispuriger Fahrzeuge, unabhängig davon, ob zwischen den beiden Rädern eine durchgehende fest stehende oder rotierende Achse vorhanden ist oder Einzelradaufhängung vorliegt:
- Der zweirädrige Karren ist ein einachsiges Fahrzeug.
- Ein Wagen mit vier Rädern und ein PKW sind zweiachsig.
- Mehrachsigkeit besteht häufig bei Nutzkraftwagen (Omnibusse, Lastkraftwagen) und Schienenfahrzeugen (Eisenbahn und Straßenbahn).

Die Summe aller Achsen von Zugfahrzeug und/oder Anhängern ist oft verkehrsrechtlich (z. B. bei Lastzügen) oder durch andere Regelungen (z. B. bei Güterzügen) beschränkt. Beim Zählen der Radsätze von Schienenfahrzeugen wird üblicherweise auch von Achszahlen gesprochen.

## Positionierung und Gruppierung von Achsen
Bei der Position der Achse wird unterschieden zwischen Vorder- und Hinterachse.
Bei der Gruppierung der Achsen wird unterschieden zwischen Einfach-, Doppel- bzw. Tandem- und Mehrfachachse.